# Sagamore Stévenin
Sagamore Stévenin, właśc. Thomas Sagamore Stévenin (ur. 9 maja 1974 w Paryżu) – francuski aktor filmowy, telewizyjny i teatralny.

## Życiorys
Jest najstarszym z czworga dzieci reżysera i aktora Jeana-François Stévenina. Ma dwóch braci – Robinsona i Pierre'a oraz siostrę Salomé. 
Po raz pierwszy pojawił się na małym ekranie w telewizyjnym dramacie La Couleur de l'abîme (1982). Na kinowym ekranie debiutował w komedii przygodowej Jackpot! (La Totale!, 1991). Zyskał uznanie w filmach: Bracia Gravet (Les Frères Gravet, 1995) jako Pierre Gravet, telefilmie Rogera Vadima Un coup de baguette magique (1997) z udziałem Michaela Yorka, kręconej w Indonezji komedii Jak dziki zwierz (Comme une bête, 1998) w roli Leo, kontrowersyjnym dramacie erotycznym Catherine Breillat Romans X (Romance, 1999) oraz sensacyjnym filmie sportowym Najlepsi z najlepszych (Michel Vaillant, 2003) w głównej roli kierowcy, któremu zawsze udaje się pokonać rywali.
W 2006 zadebiutował na scenie w Paryżu w sztuce Anthony’ego Burgessa Mechaniczna pomarańcza (Orange mécanique) jako nastoletni Aleks, który w dzień jest przykładnym choć niesfornym synkiem, zakochanym w muzyce Ludwiga van Beethovena, lecz każdej nocy wyrywa się z domu, by stać się członkiem bandy.